# Bonnières (Oise)
Bonnières ist eine französische Gemeinde mit 194 Einwohnern (Stand 1. Januar 2022) im Département Oise in der Region Hauts-de-France. Sie gehört zum Arrondissement Beauvais und zum Kanton Grandvilliers.

## Geographie
Die Gemeinde mit dem Weiler La Motte liegt im Tal des Thérain zwischen Haucourt und Milly-sur-Thérain.

## Einwohner
| 1962 | 1968 | 1975 | 1982 | 1990 | 1999 | 2006 | 2011 |
| ---- | ---- | ---- | ---- | ---- | ---- | ---- | ---- |
| 150  | 148  | 125  | 132  | 171  | 172  | 166  | 152  |

## Verwaltung

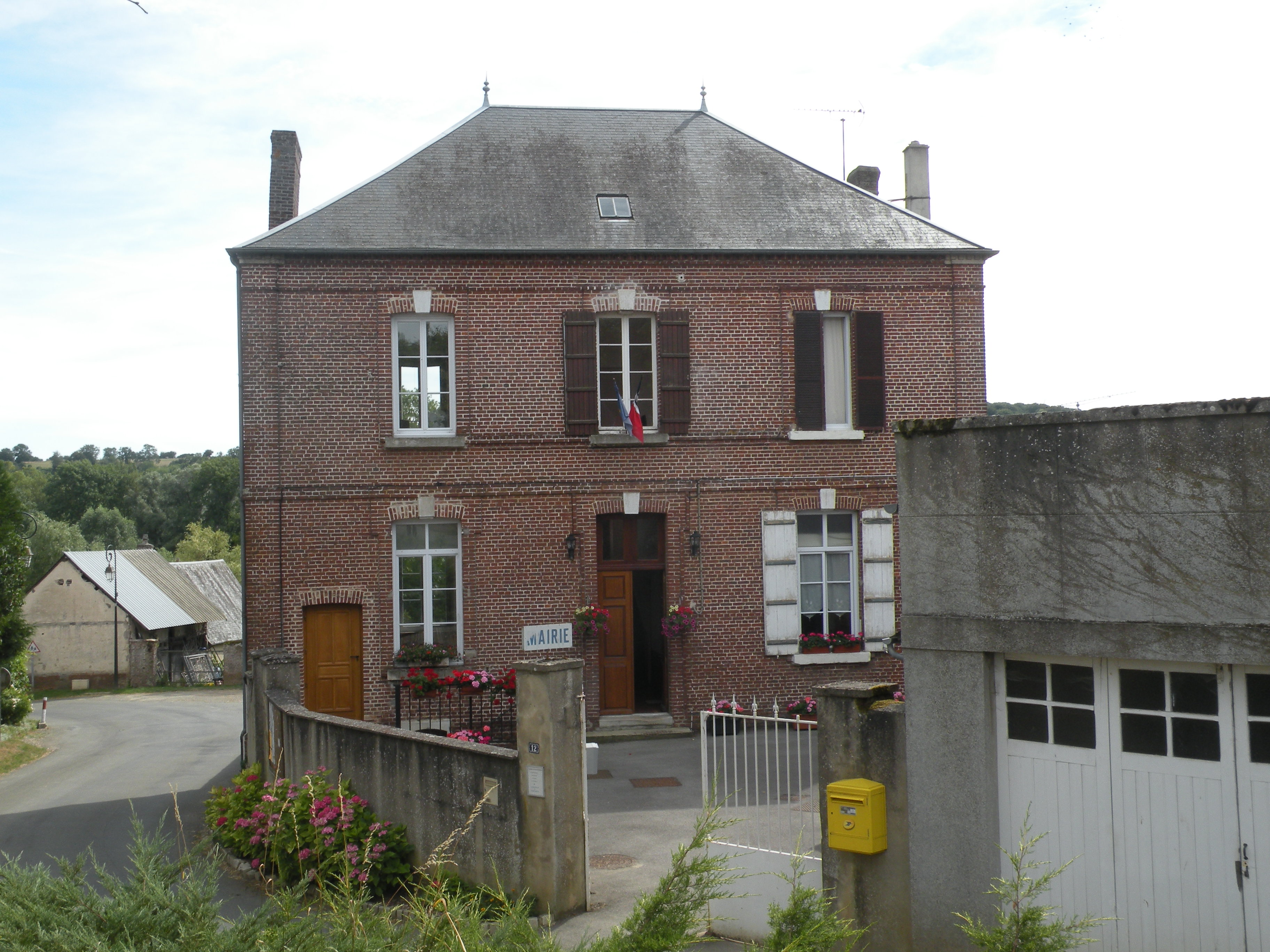
Mairie

Bürgermeister (maire) ist seit 2001 Franciane Bizet.

## Sehenswürdigkeiten
- Kirche Saint-Martin[1] (siehe auch: Liste der Monuments historiques in Bonnières (Oise))
- Kriegerdenkmal